# Callopistria violascens
Callopistria violascens är en fjärilsart som beskrevs av Rothschild 1924. Callopistria violascens ingår i släktet Callopistria och familjen nattflyn. Inga underarter finns listade i Catalogue of Life.